# Парламентские выборы в ЮАР (1974)
Досрочные парламентские выборы в Южной Африке проходили 24 апреля 1974 года. Премьер-министр Балтазар Форстер назначил выборы за год до окончания работы парламента. Количество депутатов Палаты собраний было увеличено со 166 до 171.
Национальная партия под руководством Балтазара Форстера вновь одержала победу, получив 123 из 171 места и немного увеличив своё парламентское большинство. Прогрессивная партия существенно укрепила свои позиции с 1 до 6 депутатов, а позже на довыборах был избран и 7-й депутат от партии. Впервые в парламент вошёл кандидат от Трансвааля Гарри Шварц, который вскоре вышел из Объединённой партии и стал одним из наиболее активных парламетнских противников системы апартеида, внедрённой националистами.

## Номинирование
Номинирование кандидатов закончилось 18 марта. В сумме 334 кандидатов претендовали на 171 место Палаты собраний, в том числе 137 — от Национальной партии, 110 — от Объединённой партии, 46 — от Восстановленной национальной партии, 23 кандидата было представлено Прогрессивной партией и 7 Демократической партией. В 46 округах выборы были безальтернативными (32 — с единственным кандидатом от националистов и 14 — от Объединённой партии).

## Результаты
Выборы проходили в 125 из 171 округа. Количество зарегистрированных избирателей было 2 203 349.
| Партия                      | Партия                              | Лидер             | Кандидатов | Голоса    | %       | Места | %       | Мест было | +/- |
| --------------------------- | ----------------------------------- | ----------------- | ---------- | --------- | ------- | ----- | ------- | --------- | --- |
|                             | Национальная партия                 | Балтазар Форстер  | 105        | 636 586   | 57,1 %  | 123   | 71,9 %  | 118       | +5  |
|                             | Объединённая партия                 | Де Вилльерс Грааф | 96         | 363 459   | 32,7 %  | 41    | 24,0 %  | 47        | -6  |
|                             | Прогрессивная партия                | Колин Эглин       | 22         | 58 768    | 5,3 %   | 7     | 4,1 %   | 1         | +6  |
|                             | Восстановленная национальная партия | Альберт Герцог    | 48         | 39 568    | 3,6 %   |       | 0,0 %   |           | 0   |
|                             | Демократическая партия              | Тео Герденер      | 7          | 10 449    | 0,9 %   |       | 0,0 %   |           | 0   |
|                             | Прочие                              |                   | 15         | 4 990     | 0,4 %   |       | 0,0 %   |           | 0   |
| Всего                       | Всего                               |                   | 293        | 1 113 820 | 100,0 % | 171   | 100,0 % | 166       | +5  |
| Недействительных бюллетеней | Недействительных бюллетеней         |                   |            | 20 823    |         |       |         |           |     |
| Всего голосов               | Всего голосов                       |                   |            | 1 134 643 |         |       |         |           |     |